# ای‌اس‌ام-ان-۲ بت

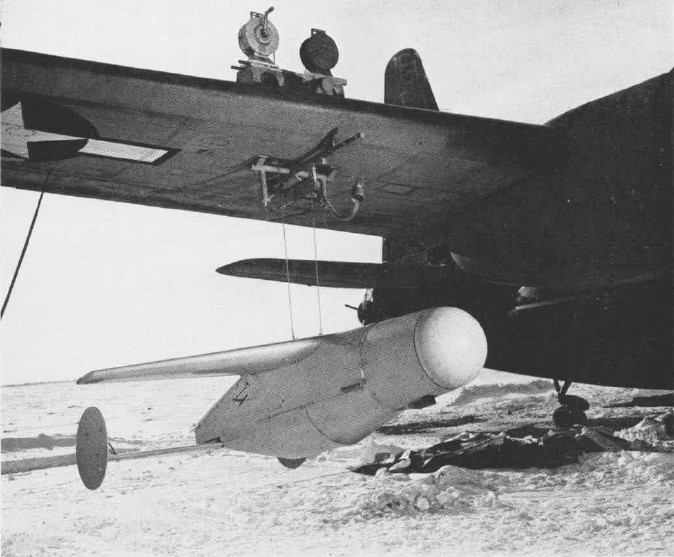
یک بَت

اِی‌اِس‌اِم-اِن-۲ بَت (به انگلیسی: ASM-N-2 Bat) یک بمب سرشی هدایت‌شونده توسط رادار در جنگ جهانی دوم در نیروی دریایی ایالات متحده بود. این بمب، نخستین بار در آوریل ۱۹۴۴ در نبرد مورد استفاده قرار گرفت. این جنگ‌افزار، توسط واحدی در مؤسسه ملی فناوری و استانداردها (که بعداً بخشی از آزمایشگاه تحقیقات ارتش شد) با کمک اداره مهمات نیروی دریایی، مؤسسه فناوری ماساچوست و آزمایشگاه‌های بل توسعه داده شد. این بمب، نخستین مهمات هدایت‌شونده کاملاً خودکار و عملیاتی آمریکایی در نظر گرفته می‌شود.